# École de Paris

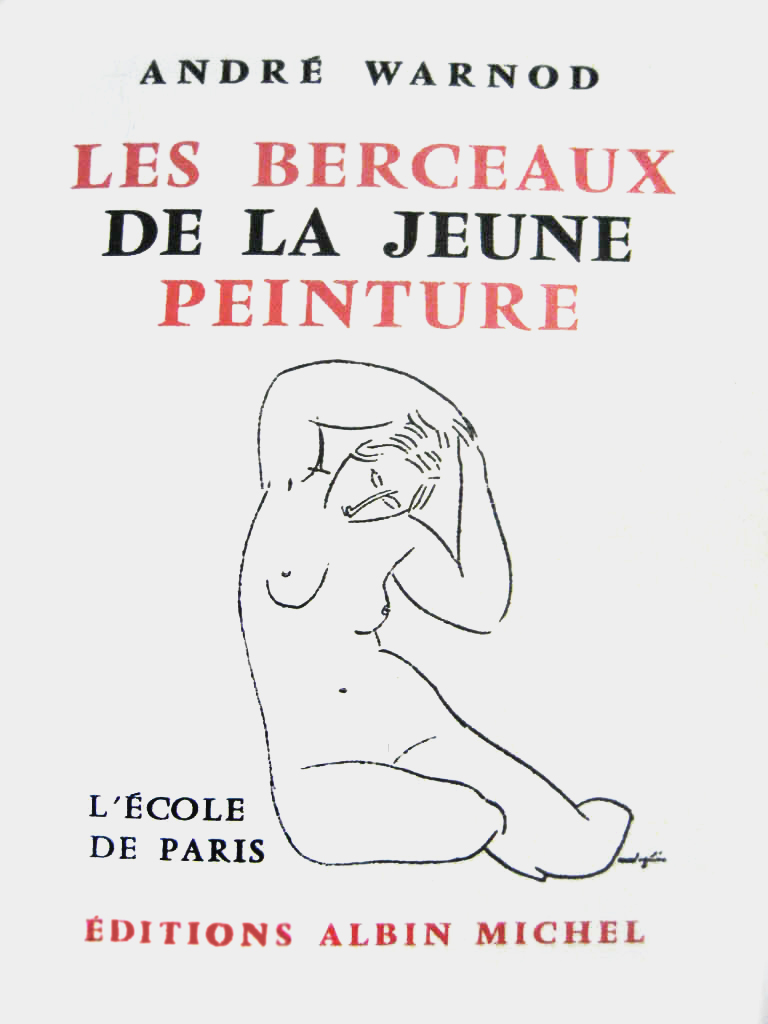
André Warnod, Les Berceaux de la jeune peinture, Paris, 1925.
Illustration d'Amedeo Modigliani.

L'École de Paris désigne l'ensemble des artistes, dont un grand nombre d'étrangers, qui ont travaillé à Paris de 1900 à 1960, faisant de cette ville un centre d'art de premier plan dans le monde.

## Signification de l'expression «École de Paris»
Cette expression pose un problème lorsqu’on l'utilise pour désigner un groupe d’artistes en particulier. En réalité, elle ne fait référence à aucune « école » ayant véritablement existé ; l’expression, qui a fait l’objet d’emplois impropres, reste donc ambiguë et doit être explicitée.
Dans son Dictionnaire des peintres de l’École de Paris (1993), Lydia Harambourg justifie l’emploi de l'expression par la continuité qu’elle permet d’établir entre les différentes phases de développement de l’art moderne de la part d’artistes ayant eu Paris pour résidence. Son livre ne présente pas une école ou un courant particulier, mais vingt années de peinture à Paris

« Le terme École de Paris sera gardé, parce qu’aucun autre ne peut mieux désigner, en ces années d’après-guerre, la suprématie de la capitale en matière d’art. »

Dans cette acception, « École de Paris » désigne les artistes ayant contribué à faire de Paris le foyer de la création artistique jusque dans les années 1960.
On distingue en général trois grandes périodes de mutation dans le paysage artistique parisien au XXe siècle. La première va de 1900 aux années 1920, la seconde couvre l’entre-deux-guerres et la Seconde Guerre mondiale et la dernière correspond à l’après-guerre.

## Chronologie

### Les précurseurs
Lazar Meyer, né le 20 janvier 1847 à Fegersheim (Alsace) et venu s'établir à Paris pour raisons politiques et religieuses en 1870, est un artiste-peintre français, considéré comme l'un des premiers précurseurs de l'École de Paris. Il fut l'un des tout premiers peintres venus s'établir à Montmartre. Il a été tout d'abord l'élève d'Alexandre Laemlein, puis d'Alexandre Cabanel et d'Émile Lévy.

### 1900-1920

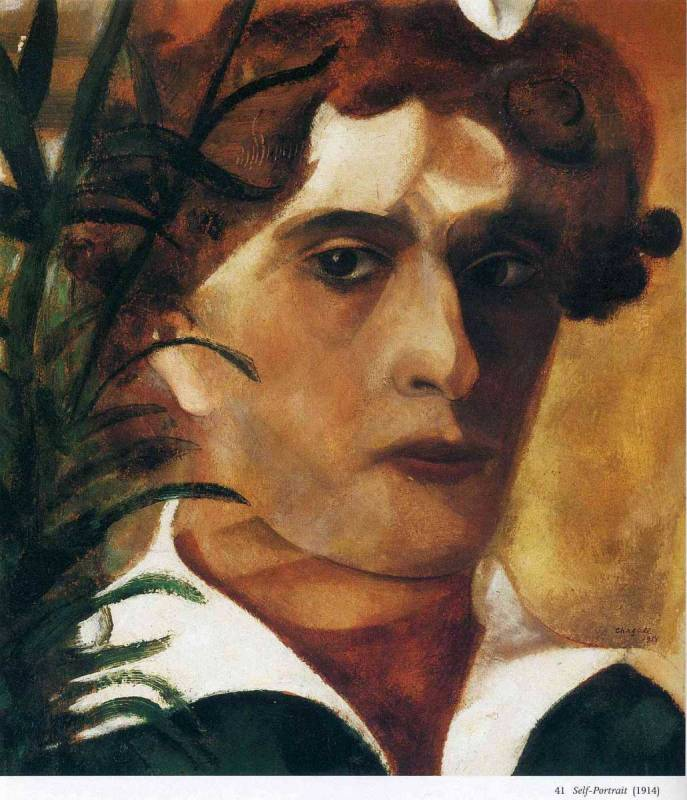
Marc Chagall, Autoportrait (1914), localisation inconnue.

#### Apparition de la notion d'École de Paris
L'historien et critique d'art Adrian M. Darmon, note que l'expression « École de Paris » est employée avant la Première Guerre mondiale par certains journaux d'outre-Rhin lorsqu'ils soulignèrent les tendances d'avant-garde opposées à l'expressionnisme allemand.
C'est le 27 janvier 1925 qu'André Warnod utilise l'expression « École de Paris » pour la première fois en France, dans un article de la revue littéraire Comœdia (fondée par Gaston de Pawlowski en 1907). Il désigne ainsi l'ensemble des artistes étrangers arrivés au début du XXe siècle dans la capitale à la recherche de conditions favorables à leur art. De 1900 à la Première Guerre mondiale, Paris voit en effet l'afflux d'artistes, souvent d'Europe centrale, qui se fixent essentiellement à Montparnasse. Parmi eux, Marc Chagall, Pablo Picasso, František Kupka, Alfons Mucha, Pinchus Kremegne, Abraham Mintchine, Chaïm Soutine, Pascin, Amadeo Modigliani, Kees van Dongen, Moïse Kisling, Alexandre Archipenko, Joseph Csaky, Ossip Zadkine et Tsugouharu Foujita, pour ne citer que les plus célèbres. L'expression « École de Paris » acquiert ainsi un sens propre et communément admis.

#### Les artistes juifs de l'École de Paris
Nombreux sont les peintres juifs de l’École de Paris. Ces artistes viennent de l’Est : Russie, Pologne, Allemagne, Bulgarie, Tchécoslovaquie, Roumanie, Hongrie. Ils ont été familiarisés avec les grands maîtres français du XIXe siècle et connaissent les impressionnistes par l’intermédiaire de leurs professeurs, tels Józef Pankiewicz à Cracovie, Ilia Répine à Saint-Pétersbourg, Adolf Fényes, Isaac Perlmutter (hu) à Budapest et Lovis Corinth à Berlin. Âgés d’une vingtaine d’années pour la plupart, ils sont des acteurs de l’émancipation juive et participent au mouvement de réveil social et intellectuel en Europe qui se caractérise par la perte du religieux et l’engagement politique, et se trouvent en coïncidence avec le contexte cosmopolite des grandes capitales de l’époque, Vienne, Berlin et surtout Paris. Ils seront plus de cinq cents peintres dans le Paris de l'entre-deux-guerres, formant un réseau d'amitié et, de proche en proche, se connaissant tous.
La guerre de 1914-1918 aura tôt fait de les disperser, renvoyant en Allemagne Rudolf Levy, Walter Bondy et Otto Freundlich. Léopold Gottlieb part rejoindre en Pologne l'armée du maréchal Pilsudski. Marc Chagall, Emmanuel Mané-Katz, Abram Brazer, Savely Schleifer retournent en Russie. Eugène Zak s'installe à Nice et à Vence, avant de rejoindre en compagnie de son épouse sa ville natale.
Nombreux sont ceux qui se portent volontaires dans l'armée française : Kisling est réformé en 1915, après une blessure ; Louis Marcoussis, ami d'Apollinaire, sera décoré ; quant à Simon Mondzain, il gardera l'uniforme jusqu'en juillet 1918. Certains, réformés pour raisons de santé, comme Modigliani et Soutine, se portent alors volontaires pour des corvées. Pascin part pour Londres afin d'échapper au service dans l'armée bulgare.
Pendant les années de guerre, les artistes restés à Paris sans pension ni aide se solidarisent. À partir de 1915, Marie Vassilieff tient une cantine artistique dans son atelier situé dans l'impasse du 21 de l'avenue du Maine, qui ne désemplit pas durant toute la guerre. On y parle toutes les langues.
La Première Guerre mondiale marque l'entrée des peintres juifs de Montparnasse sur la scène parisienne. En décembre 1915, Germaine Bongard, sœur du couturier Paul Poiret, parraine une série d'expositions dans sa boutique de la rue de Penthièvre. La première présente des tableaux de Modigliani, des tableaux de Kisling, qui voisinent avec des tableaux de Picasso, des tableaux de Fernand Léger, d'Henri Matisse et d'André Derain.
Ces peintres se défont peu à peu de la position de marginaux qui était la leur. Le retour du front leur procure un « certificat de bonne conduite », des perspectives s'ouvrent alors.
Léopold Zborowski organise le 3 décembre 1917 la première exposition personnelle de Modigliani, à la galerie B. Weill, et pour la préface du catalogue, Blaise Cendrars écrit un poème.
François Mitterrand, président de la République, a inauguré l’exposition « De la Bible à nos jours, 3 000 ans d’art » le 6 juin 1985. Cette exposition présentait parmi l’ensemble des œuvres une rétrospective des artistes juifs de l’École de Paris de Paris. L’École de Paris de Paris est un terme employé par André Warnod sous la demande de Paul Signac (président de la société des artistes indépendants) pour accueillir les nouveaux artistes d’ascendance israélite qui ont fui les conditions sociales et politiques de l'Europe centrale ou de l'Europe de l’Est. L’exposition rend hommage plus particulièrement aux artistes juifs qui ont inauguré de nouvelles conceptions artistiques grâce au Salon des indépendants. Le Salon des indépendants fut un espace, à l’origine, pour accueillir de nouveaux esprits, de nouvelles cultures dont les artistes ont pu manifester à travers les formes plastiques et le choix des couleurs un imaginaire lyrique, poétique, humoristique, tragique proche de la culture juive.
Cet hommage au Salon par François Mitterrand aux peintres juifs de l'École de Paris s’est imposé pour mesurer l’importance de ces peintres comme Marc Chagall, Amedeo Modigliani, Eugène Zak, Abraham Mintchine.
En 2021, le musée d'Art et d'Histoire du judaïsme à Paris rend hommage aux artistes juifs de l'École de Paris et à Hersh Fenster en présentant deux expositions temporaires liées : « Chagall, Modigliani, Soutine… Paris pour école. 1905-1940 » et « Hersh Fenster et le shtetl perdu de Montparnasse ». Hersh Fenster (Baranow, 1892 – Paris, 1964) était un journaliste et écrivain yiddish. Après un long travail de recherche, son ouvrage Undzere farpaynikte kinstler (Nos artistes martyrs) est publié à Paris en 1951 en yiddish. Accompagné d'un poème en préface écrit par Marc Chagall, ce livre d'art et mémorial retrace les trajectoires de 84 artistes juifs de l'École de Paris plus ou moins célèbres qui périrent durant la Seconde Guerre mondiale. À l'occasion de l'exposition « Hersh Fenster et le shtetl perdu de Montparnasse », une nouvelle édition de cet ouvrage, pour la première fois en français, paraît. Cette publication permet à un plus large public de connaître et de se souvenir de la vie et de l'œuvre de ces nombreux artistes juifs au destin tragique.

### L'Entre-deux-guerres: une période de forte immigration
Eugene Zak quitte Varsovie pour Paris dès 1900, Mela Muter en 1901, Jacques Gotko arrive d'Odessa en 1905 et Adolphe Feder d'Ukraine en 1908, la même année que l'Allemand Otto Freundlich et que le Russe Alexandre Zinoview. Samuel Granowsky arrive en 1909, tout comme Maurice Mendjizki, qui vient de Łódź. Quittant la Russie, Marc Chagall passe d'abord, à partir de 1910, quatre années à Paris. Istvan Farkas arrive de Budapest en 1912, Emmanuel Mané-Katz d'Ukraine en 1913 …
Ceux qui se sont installés entre 1900 et 1912 ont eu le temps de mettre en place le réseau d'amitiés et de relations nécessaires à leur essor. D'autres peintres leur succèdent, fascinés par Montparnasse.
Les rejoignent bientôt : Vladimir Naïditch de Moscou en 1920, Kostia Terechkovitch venant de Moscou, après un long périple de 3 ans, en 1920, Zygmunt Landau de Pologne la même année, Alexandre Frenel en 1920, le hongrois Jean Toth en 1921 qui s'installe à la Grande-Chaumière à Montparnasse, Alexandre Fasini d'Ukraine en 1922, le Biélorusse Ossip Lubitch arrive en 1923, le Biélorusse Isaac Antcher en 1924, l n Federico Cantú (es) en 1924, la Polonaise Esther Carp en 1925. Issachar Ryback et Abraham Mintchine arrivent d'Ukraine en 1926, Abraham Iris (dit Antoine Irisse) arrive de Bessarabie en 1926, Jacob Macznik de Pologne en 1928. Quant au prince russe, le peintre Alexis Arapoff, né à Saint-Pétersbourg, il a fui l'URSS, en 1924, avec une troupe de théâtre.
L'entre-deux-guerres connaît donc l'arrivée d'autres artistes (russes notamment, comme André Lanskoy, Serge Poliakoff, Alexandre Garbell, etc.) et voit l'émergence de nouvelles tendances stylistiques, telle l'abstraction, ainsi que l'importance de la couleur en peinture.
Dès l'accession d'Hitler au pouvoir en 1933, les peintres fuient l'Allemagne nazie : le Lituanien Moses Bagel, Jesekiel David Kirszenbaum (en) et Jacob Markiel arrivent à Paris. En Pologne, Sam Ringer, après avoir été forcé de travailler à la construction du camp d'Auschwitz, fut déporté successivement dans neuf camps différents et finit par venir à Paris en 1947 pour entrer aux Beaux-Arts.
Montparnasse remplace Montmartre. À Montparnasse, pendant vingt ans, sous le manteau ou sous les tables des terrasses de La Rotonde, du Dôme, de la Coupole, des trafiquants achètent et vendent des tableaux de Derain, des tableaux d'Utrillo, des tableaux de Modigliani ou de Picasso échappés par miracle du carton des peintres. En effet, les trois principaux cafés de l'École de Paris sont le Dôme, la Rotonde et la Coupole. Plus excentré à Puteaux, on trouve le restaurant de Camille Renault, dit « Big Boy ».
Le Dôme a été créé en 1898 et c'est vers 1903 que les peintres juifs de langue germanique, Walter Bondy, Rudolf Levy, Béla Czobel, Jules Pascin, Reszo Balint… en font leur lieu de prédilection selon la tradition des cafés munichois. Ils y retrouvent les marchands de tableaux Alfred Flechtheim, Henir Bing… D'autres groupes se composent de peintres hollandais et scandinaves.
La Rotonde est un établissement ancien, pris en main par Victor Libion en 1911. Cet homme très généreux envers les peintres accueille peintres et parfois homme de ménage en échange de consommations, mais aussi Michel Larionov, Nathalie Gontcharova, Adolphe Feder. Des difficultés financières obligent Libion à vendre La Rotonde en 1920. Au même titre que les marchands de tableaux, cet homme a largement contribué à l'éclosion de cette vie grâce à son attitude et à sa sensibilité.
On raconte qu'André Salmon pendant des années a fait campagne pour que la statue de Balzac, boulevard Raspail, soit remplacée par celle de Libion.
La Coupole est inaugurée en décembre 1927 par les artistes gérants du Dôme Fraux et Laffont. Une trentaine de peintres ont décoré les piliers et les murs avec des tableaux peints directement sur le béton : Fernand Léger, Marie Vassilieff, David Seifert, Nathan Grunsweigh, Georges Kars, Othon Friesz…

### La Seconde Guerre mondiale
Un groupe de peintres, qui entreprennent d'exposer sous l'Occupation, est rassemblé par l'exposition « Vingt jeunes peintres de tradition française », organisée en 1941 par Jean Bazaine et l'éditeur André Lejard. L'intitulé de l'exposition masque en réalité la démonstration d’une peinture non conforme à l'idéologie nazie de l'art dégénéré. En 1998 Jean Bazaine écrit :

« Tous ces peintres, d'âge et de tendance très divers, se trouvèrent d'accord sur la résistance nécessaire de la peinture. Ce qui leur fit accepter ce titre général et lénifiant, destiné à rassurer l'occupant (…) Il ne s'agissait de rien d'autre – de rien moins – que de permettre, par surprise, une exposition judéo-marxiste, sous toutes ses formes, à une époque où les galeries n'osaient montrer que de l'art d'obédience nazie. Après refus d'un certain nombre de galeries, la galerie Braun accepta le risque de l'exposition, qui fut accueillie par des torrents d'injures d'une presse bien dressée. »

En effet ces peintres sont bien loin des formes traditionnelles de l’art. Rangés toutefois sous le terme de « tradition », ils ne sont pas inquiétés par la censure du régime de Vichy. « Je me souviens assez bien du vernissage : sont arrivés deux officiers allemands qui se sont avancés jusqu'au milieu de la galerie. Ils ont jeté un coup d'œil, se sont regardés, ont tourné les talons. C'est tout. C'était l'époque où les Allemands voulaient encore être gentils », dira encore Bazaine. L’exposition devient le manifeste d’une peinture moderne et fédère plusieurs artistes à tendance non figurative : Jean Le Moal, Alfred Manessier, Charles Lapicque, Jean Bazaine, Édouard Pignon, Léon Gischia, Maurice Estève, Charles Walch, Gustave Singier, Jean Bertholle, André Beaudin et Lucien Lautrec.
Deux ans plus tard, du 6 février au 4 mars 1943, une exposition collective, « Douze peintres d’aujourd’hui », se tient à la Galerie de France avec Bazaine, Bores, Chauvin, Estève, André Fougeron, Gischia, Lapicque, Le Moal, Pignon, Singier, Villon, Lautrec, Tal Coat. Malgré leurs différences esthétiques, émergent de ce groupe ces artistes qui seront bientôt désignés comme membres d’une « Nouvelle École de Paris ».
Pierre Francastel, dans un livre écrit sous l’Occupation, mais publié à la Libération en 1946 (Nouveau dessin. Nouvelle peinture. L’École de Paris), labellise en effet le style roman et cubiste de ces peintres dit « de tradition française » en reprenant la formule d’André Warnod.

#### Nos artistes martyrs
Hersh Fenster (1892 - 1964) est un journaliste de la presse parisienne yiddish, né en Galicie, établi à Paris depuis 1925. Il y fonde un foyer d'aide aux immigrants qui tient de la cantine et du centre culturel. Interné par la police de Vichy, il parvient à se réfugier en Suisse avec sa famille et revient en France en 1945 où il constate qu'il ne reste rien du monde de peintres et sculpteurs qu'il a pu connaître. En 1951, il fait paraître à Paris, en yiddish, un ouvrage intitulé אונדזערע פארפ׳׳נ׳קטע קינסטלער (translittération : Undzere farpaynikte kinstler, français : Nos artistes martyrs) préfacé d'un poème par Chagall. Ce livre rend hommage à 84 artistes ayant vécu en France victimes de la Shoah au sujet desquels Fenster rassemble les informations dont il dispose, parfois très lacunaires. Les notices biographiques s'y achèvent presque toutes par « dénoncé », « arrêté par la Gestapo », « par la police parisienne », « par les gendarmes ». Edité originellement à 375 exemplaires, ce livre est traduit en français en 2021.

### L'après-guerre
Aujourd’hui, l'expression « École de Paris » recouvre plusieurs acceptions.

#### Mises en question de l'École de Paris
L’expression a été détournée par certains dans les années 1950 pour définir une esthétique figurative nationale ; elle prend alors une connotation fortement péjorative dans le vocabulaire de la critique de la fin des années 1960 flagornant l’École de New York. Par ailleurs, des galeries parisiennes relaient la confusion quant à l’utilisation du terme.
En janvier 1952, lors d’une exposition à la galerie Babylone, Charles Estienne prend le parti de ne rassembler que des artistes à tendances abstraites. Ils y sont présentés comme garants de la Nouvelle École de Paris née entre 1940 et 1950. La galerie Charpentier, en 1960, élargit sa sélection d’artistes. Elle est exposée par la Biennale de Paris en 1961. L’article de Connaissance des arts[réf. nécessaire] paru au moment de l’exposition en retrace le contenu : 

« L’art présent est à Paris, mais aussi ailleurs en Italie, par exemple. C’est ce qu’ont compris les organisateurs de l’exposition annuelle dite de l’École de Paris (galerie Charpentier). Ils ont ajouté à leurs invités vingt-sept peintres dont Peverelli et Orazi qui habitent à Paris. Parmi d'autres, François Baron-Renouard, Burri, Dova, Schneider, Fontana, Orazi se sont acquis une réputation internationale. »

#### La «Jeune peinture» de l'École de Paris
Créé juste après la guerre, le Salon de la Jeune Peinture rassemble les peintres nés pendant ou peu après le premier conflit mondial. Le peintre Gaëtan de Rosnay en est le vice-président. Ce sont parfois des artistes qui se sont peu manifestés pendant l'Occupation ou même pas du tout parce qu'ils participaient activement au conflit dans les rangs des armées alliées ou dans ceux de la Résistance. À propos de ces peintres, André Warnod utilise l'expression « Nouvelle École de Paris ». C'est celle qu'il emploie en particulier pour classer Maurice Boitel en 1954 et en 1955 dans Le Figaro.
Certaines galeries parisiennes soutiennent activement ces artistes dès la Libération : la galerie Suillerot, la galerie Le Chapelain, la galerie de l'Élysée, la galerie Bernier, la galerie Drouant David, puis Maurice Garnier et Jean Minet de La Galerie d'Art de la Place Beauvau.
Parmi les peintres figuratifs les plus représentatifs de cette « jeune peinture » se trouvent René Aberlenc, Guy Bardone, François Baron-Renouard, Jean Baudet, Michel Bertrand, Roland Bierge, Bernard Buffet, Maurice Boitel, Yves Brayer, Jean-Pierre Capron, Paul Collomb, Maurice Verdier, André Minaux, Gaëtan de Rosnay, Françoise Adnet, Richard Bellias, Cara-Costea, Geoffroy Dauvergne, Marcelle Deloron, Jean Dries, Roger Forissier, Daniel du Janerand, Michel de Gallard, Jean Jansem, Jean Joyet, François Heaulmé, Gabriel Dauchot, René Margotton, Marinette Mathieu, Yvonne Mottet, Roger Montané, Orazi, Michel Pandel, Michel Patrix, Danièle Perré, Pierre-Henry, Raoul Pradier, Claude Schürr, Paul Schuss, Gaston Sébire, Éliane Thiollier, Michel Thompson, Jean Vinay et Louis Vuillermoz.
Ce sont les mêmes peintres qui refuseront de se conformer aux standards officiels de l'ère Malraux et dont on retrouve les œuvres dans les principaux Salons parisiens, indépendants du pouvoir politique, pendant toute la seconde moitié du XXe siècle. Une petite minorité d'entre eux passa rapidement à l'art abstrait, tout comme avaient fait Bélasco, François Baron-Renouard, Édouard Pignon et Orazi.
Des critiques d'art et des écrivains de renom ont écrit sur les peintres de l'École de Paris des préfaces, des livres et des articles, notamment dans des périodiques comme Libération, Le Figaro, Le Peintre, Combat, Les Lettres françaises, Les Nouvelles littéraires. Ce sont notamment Georges-Emmanuel Clancier, Jean-Paul Crespelle, Arthur Conte, Robert Beauvais, Jean Lescure, Jean Cassou, Bernard Dorival, André Warnod, Jean-Pierre Pietri, George Besson, Georges Boudaille, Jean-Albert Cartier, Jean Chabanon, Raymond Cogniat, Guy Dornand, Jean Bouret, Raymond Charmet, Florent Fels, Georges Charensol, Frank Elgar, Roger Van Gindertael, Georges Limbour, Marcel Zahar.
L'Unesco organise en 1996, le 50e anniversaire de l'École de Paris (1954-1975) qui a rassemblé « 100 peintres de la Nouvelle École de Paris ». On y retrouve notamment : Arthur Aeschbacher, Jean Bazaine, Leonardo Cremonini, Olivier Debré, Chu Teh-Chun, Jean Piaubert, Jean Cortot, Zao Wou-ki, François Baron-Renouard, Denise Lioté… Cette grande exposition rassemble cent peintres de 28 pays différents au sein du palais de l'Unesco à Paris. Les commissaires de l'exposition sont les deux critiques d'art Henry Galy-Carles et Lydia Harambourg.

## Liste des artistes de l'École de Paris

### Précurseurs
- Lazar Meyer (1847-1935)

### Première École de Paris
Liste établie notamment selon l'ouvrage Peintre juifs à Paris. École de Paris (1905-1939) de Nadine Nieszawer, le livre Undzere farpaynikte kinstler (Nos artistes martyrs) de Hersh Fenster et le catalogue de l'exposition Chagall, Modigliani, Soutine… Paris pour école. 1905-1940 :
- Alfred Aberdam (1894-1963)
- Michel Adlen (1898-1980)
- Jankel Adler (1895-1949)
- Lou Albert-Lasard (1885-1969)
- Alexandre Altmann (1885-1934)
- Isaac Antcher (1899-1992)
- Alexis Arapoff (1904-1948)
- Maurice Asselin (1882-1947)
- Moses Bagel (1908-1995)
- Max Band (1900-1974)
- Toshio Bando (1895-1973)
- Vladimir Baranoff-Rossiné (1888-1944)
- Benn (1905-1989)
- Marcelle Bergerol (1901-1989)
- Henryk Berlewi (1894-1967)
- Arbit Blatas (1908-1999)
- André Blondel (peintre) (1909-1949)
- Maurice Blond (1899-1974)
- Walter Bondy (1880-1940)
- Boris Borvine Frenkel (1895-1984)
- Marianne Breslauer (1909-2001)
- Rodolphe Caillaux (1904-1989)
- Federico Cantú (1907-1989)
- Georges Capon (1890-1980)
- Esther Carp (1897-1970)
- Marc Chagall (1887-1985)
- Jacques Chapiro (1887-1972)
- Youla Chapoval (1919-1951)
- Auguste Clergé (1891-1963)
- Jean Cluseau-Lanauve (1914-1997)
- Luigi Corbellini (1901-1968)
- Béla Czobel (1883-1976)
- Robert Delaunay (1885-1941)
- Sonia Delaunay (1885-1979)
- Isaac Dobrinsky (1891-1973)
- François Zdenek Eberl (1887-1962)
- Eugène Ebiche (1896-1987)
- Willy Eisenschitz (1889-1974)
- Henri Epstein (1891-1944)
- Alexandre Fasini (1892-1942)
- Aizik Feder (1885-1943)
- Tsugouharu Foujita (1886-1968)
- Alexandre Frenel (1899-1981)
- Otto Freundlich (1878-1943)
- David Garfinkiel (1902-1970)
- Simon Glatzer (1890-1945)
- Albert Gleizes (1881-1953)
- Georges Goldkorn (1907-1961)
- Jacques Gotko (1899-1944)
- Léopold Gottlieb (1883-1934)
- Samuel Granowsky (1889-1942)
- Nathan Grunsweigh (1880-1956)[15]
- Robert Guénine (1884-1941)
- Aron Haber Beron (1908-1933)
- Alice Halicka (1884-1975)
- Henri Hayden (1883-1970)
- Alexandre Heimovits (1900-1945)
- Rolf Hirschland (1907-1972)
- Philippe Hosiasson (1898-1978)
- Léon Indenbaum (1890-1981)
- Antoine Irisse (1903-1957)
- Max Jacob (1876-1944)
- Alexis Kalaeff (1902-1978)
- Raymond Kanelba (1897-1960)
- Georges Kars (1882-1945)
- André Kertész (1894-1985)
- Michel Kikoïne (1892-1968)
- Jésékiel Kirszenbaum (1900-1954)
- Isis Kischka (1908-1974)
- Moïse Kisling (1891-1953)
- Ismak Kogan (1898-1943)
- Arthur Kolnik (1890-1972)
- Sigismond Kolos-Vary (1899-1983)
- Chana Kowalska (1899-1942)
- Nathalie Kraemer (1891-1943)
- Roman Kramsztyk (1885-1942)
- Pinchus Krémègne (1890-1981)
- Charles Kvapil (1884-1958)
- Celso Lagar (1891-1966)
- Jean-Francis Laglenne (1899-1962)
- Ergy Landau (1896-1967)
- Zygmunt Landau (1898-1962)
- Léopold Lévy (1882-1966)
- Rudolf Levy (1875-1944)
- Jacques Lipchitz (1891-1973)
- Morice Lipsi (1898-1986)
- Robert Lotiron (1886-1966)
- Ossip Lubitch (1896-1990)
- Jacob Macznik (1905-1945)
- Tadeusz Makowski (1882-1932)
- Mané-Katz (1894-1962)
- Louis Marcoussis (1878-1941)
- Marevna (1892-1984)
- Jacob Markiel (1911-2008)
- Eugene McCown (1898-1966)
- Maurice Mendjizki (1890-1951)
- Sigmund Menkès (1896-1986)
- Jerzy Merkel (1881-1976)
- Jean Metzinger (1883-1956)
- Grégoire Michonze (1902-1982)
- Adolphe Milich (1884-1964)
- Jacob Milkin (1877-1944)
- Abraham Mintchine (1898-1931)
- Amedeo Modigliani (1884-1920)
- Simon Mondzain (1887-1979)
- Mela Muter (1876-1967)
- Vladimir Naïditch (1903-1981)
- Juan Navarro Ramón (1903-1989)
- Maxa Nordau (1897-1991)
- Chana Orloff (1888-1968)
- Jules Pascin (1885-1930)
- Isaac Païles (1895-1978)
- Robert Pikelny (1904-1986)
- Maurice Georges Poncelet (1897-1978)
- Joseph Pressmane (1904-1967)
- Alfréd Réth (1884-1966)
- Sam Ringer (1918-1986)
- Isaachar Ryback (1897-1935)
- Jacinto Salvado (1892-1983)
- Zygmund Schreter (1886-1977)
- Lasar Segall (1891-1957)
- Simon Segal (1898-1969)
- David Seifert (1896-1980)
- Marcel Slodki (1892-1943)
- Chaïm Soutine (1894-1943)
- Marc Sterling (1895-1976)
- Maurice Utrillo (1883-1955)
- Marek Szwarc (1892-1958)
- Kostia Terechkovitch (1902-1978)
- René Thomsen (1897-1976)
- André Villeboeuf (1893-1956)
- Lazare Volovick (1902-1977)
- Oser Warszawski (1898-1944)
- Abraham Weinbaum (1890-1943)
- Joachim Weingart (1895-1942)
- Léon Weissberg (1894-1943)
- Léon Zack (1892-1980)
- Ossip Zadkine (1890-1967)
- Eugène Zak (1884-1926)
- Faïbich-Schraga Zarfin (1900-1975)
- Gabriel Zendel (1906-1992)

#### Peintres et sculpteurs français
- Hermine David (1896-1970), femme de Pascin
- André Derain (1880-1954)
- Edmond Ceria (1884-1955)
- Marie Laurencin (1883-1956)
- André Lhote (1885-1962)
- Maurice Utrillo (1883-1955)
- Jacques Villon (1875-1963)
- Maurice de Vlaminck (1876-1958)
- Maurice Le Scouëzec (1881-1940)

#### Peintres et sculpteurs étrangers
Liste établie notamment selon l'ouvrage Peintre juifs à Paris. École de Paris (1905-1939) de Nadine Nieszawer et Panorama des arts plastiques contemporains de Jean Cassou :
- Alexis Arapoff, né en 1904 à Saint-Pétersbourg (Russie), mort à Boston en 1948. Arrive à Paris en 1924, qu'il quitte en 1930 pour Boston.
- Alexandre Archipenko, né en 1887 à Kiev (Russie), mort à New York en 1964. Arrive à Paris en 1908, qu'il quitte vers 1919 pour New York.
- Maria Blanchard, née en 1881 à Santander (Espagne). Arrive à Paris en 1906.
- Joseph Lacasse, né en 1894 à Tournai (Belgique). S'installe définitivement à Paris en 1925. Y décède en 1975.
- Federico Cantú Garza (en), né en 1907 à Cadereyta NL (Nuevo León, Mexique), mort à Mexico en 1989. Arrive à Paris en 1924, qu'il quitte vers 1937 pour New York.
- Constantin Brancusi, né en 1876 à Pestisani Gorj (Roumanie), mort à Paris en 1957. Arrive à Paris en 1904.
- Marc Chagall, né en 1887 à Vitebsk (Biélorussie), mort en 1985 à Saint-Paul-de-Vence. Arrive à Paris en 1910 et acquiert la nationalité française en 1935.
- Serge Charchoune, né en 1888 à Bougourouslan (Russie), mort en 1975 à Villeneuve-Saint-Georges. Arrive à Paris en 1912.
- Giorgio de Chirico, né en 1888 à Volos (Grèce), mort en 1978 à Rome. Arrive à Paris en 1911.
- Othon Coubine, né en 1883 à Boskovice (Moravie (Autriche-Hongrie)), mort à Marseille en 1969. Arrive à Paris en 1905 et acquiert la nationalité française en 1926.
- Joseph Csaky, né en 1888 à Szeged (Hongrie). Arrive à Paris en 1908 et s'engage en 1914 dans l'armée française.
- Béla Czobel, né en 1883 à Budapest (Hongrie).
- Serge Férat (Sergueï Yastrebsof), né en 1881 à Moscou (Russie), mort en 1958 à Paris. Arrive à Paris en 1901.
- Amadeo de Souza-Cardoso, né en 1887 à Amarante (Portugal). Arrive à Paris en 1906.
- Georges Florian, né en 1894 à Iojib, un village de Transylvanie austro-hongroise (en Roumanie après la Première Guerre mondiale). Arrivé à Paris en 1926.
- Tsuguharu Fujita, né en 1886 à Tokyo quartier d'Edogawa (Japon), mort en 1968 à Zurich. Arrive à Paris en 1913 et acquiert en 1955 la nationalité française.
- Nathalie Gontcharova, née en 1881 dans le gouvernement de Toula (Russie), morte à Paris en 1962. Acquiert la nationalité française en 1939.
- Julio González, né en 1876 à Barcelone (Espagne), mort en 1942 à Arcueil. Arrive à Paris en 1900.
- Juan Gris, né en 1887 à Madrid (Espagne), mort en 1927 à Boulogne-Billancourt. Arrive à Paris en 1906.
- Rolf Hirschland, dit Rolf, né en 1907 à Hambourg (Allemagne), mort en 1972 à Mantes-la-Jolie. Arrive à Paris en 1928.
- Georges Karpeles, dit Kars, né à Kralupy (Bohême (Autriche-Hongrie)), mort en 1945 en Suisse. Arrive à Paris en 1905.
- Vytautas Kasiulis (1918-1995). Arrive à Paris en 1948.
- Moïse Kisling, né en 1891 à Cracovie (Pologne), mort en 1953 à Sanary (Var). Arrive à Paris en 1909 et s'engage en 1914 dans la Légion étrangère.
- Pinchus Krémègne, né en 1890 à Zaloudock (près de Vilna, (Biélorussie), mort en 1981 à Céret. Arrive à Paris en 1912.
- Per Krohg, né en 1888 à Åsgårdstrand (Norvège).
- František Kupka, né en 1871 à Opočno (Bohême (Autriche-Hongrie)), mort en 1957 à Puteaux. Arrive à Paris en 1895 et s'engage en 1914 dans une formation étrangère de l'armée française.
- Henri Hayden, né en 1883 à Varsovie (Pologne), mort en 1970 à Paris. Arrive à Paris en 1907 et acquiert en 1930 la nationalité française.
- Michel Kikoine, né en 1892 à Gomel (Biélorussie), mort en 1968 à Cannes. Acquiert la nationalité française en 1924.
- Constantin Korovine (1861-1939)
- Michel Larionov, né en 1881 à Tiraspol (Russie), mort en 1964 à Fontenay-aux-Roses. Vient à Paris en 1914.
- Maurice Le Scouëzec, né en 1881 au Mans, mort en 1940 à Douarnenez. Vient à Paris en 1917.
- Jacques Lipchitz, né en 1891 à Druskieniki (Biélorussie), mort en 1973 à Capri. Arrive à Paris en 1909 et acquiert la nationalité française en 1924.
- Morice Lipsi, né en 1898 à Pabianice près de Łódź (Pologne), mort en 1986 en Suisse. Arrive à Paris en 1912 et obtient la nationalité française en 1933.
- Louis Marcoussis (Markous), né en 1883 à Varsovie (Pologne), mort en [941 à Cusset (Allier). Arrive à Paris en 1903.
- Abraham Mintchine, né en 1898 à Kiev (Russie), mort en 1931 à Toulon. Arrive à Paris en 1926.
- Amedeo Modigliani, né en 1884 à Livourne (Italie), mort en 1920 à Paris. Arrive à Paris en 1906.
- Amcheï Nürenberg, né en 1887 à Elisavetgrad (actuellement Kropyvnytskyï), mort en 1979 à Moscou. Arrive à Paris en 1910, quitte la France en 1913 pour l'Ukraine. Après le séjour à Paris de 1927 à 1929 retour à Moscou.
- Jules Pascin (Julius Pincas), né en 1885 à Vidin (Bulgarie), mort en 1930 à Paris. Arrive à Paris en 1905, quitte la France de 1914 à 1920 pour New York, naturalisé américain.
- Anton Pevsner, né en 1886 à Orel (Russie), mort en 1962 à Paris. Arrive à Paris en 1911, où il s'installe définitivement en 1923, et acquiert en 1930 la nationalité française.
- Pablo Picasso, né en 1881 à Malaga (Espagne), mort en 1973 à Mougins. Séjourne à Paris pour la première fois en 1900, s'y installe définitivement en 1904.
- Alfred Reth, né en 1884 à Budapest (Hongrie), mort à Paris en 1966. Arrive à Paris en 1905.
- Gino Severini, né en 1883 à Cortone (Italie), mort en 1966 à Paris. Arrive à Paris en 1906.
- Chaïm Soutine, né en 1893 près de Minsk (Biélorussie), mort en 1943 à Paris. Arrive à Paris en 1913.
- Nicolas de Staël, né le 5 janvier 1914 à Saint-Pétersbourg, mort le 16 mars 1955 est arrivé à Paris 1940 (à Antibes en 1939). Il demande la nationalité française en 1948 et l'obtient en 1949
- Marc Sterling (1895-1976)
- Léopold Survage, né en 1879 à Moscou (Russie), mort en 1968 à Paris. Arrive à Paris en 1908.
- Kees van Dongen (1877-1968).
- Ossip Zadkine, né en 1890 à Vitebsk (Biélorussie), mort en 1967 à Paris. Arrive à Paris en 1909, s'engage en 1914 dans la Légion étrangère et acquiert en 1921 la nationalité française.
- Eugène Zak, né en 1884 à Molgino (Biélorussie), mort en 1926 à Paris. Arrive à Paris en 1900.
- Faïbich-Schraga Zarfin, né en 1899 à Smilovitchi en Biélorussie, mort en 1975 à Rosny-sous-Bois. Arrive à Paris en 1924, expose au Salon des indépendants, acquiert la nationalité française en 1931, ami de Soutine, originaire du même village.
- Kazimierz Zieleniewski, né en 1888 à Tomsk (Sibérie), mort à Naples (Italie) en 1931. Arrive à Paris et expose au Salon d’Automne, au Salon des Indépendants, et à la galerie Bernheim-Jeune (1919-1931).
- Alexandre Zinoview, né en 1889 en Russie, mort en France en 1977. Arrive à Paris en 1908. Engagé volontaire dans la Légion étrangère pendant la Grande Guerre. Naturalisé français en 1938.

### Nouvelle École de Paris

#### Figuration
- René Aberlenc (1920-1971)
- Tony Agostini (1916-1990)
- Paul Aïzpiri (1919-2016)
- Jean-Pierre Alaux (1925-2020)
- Yvette Alde (1911-1967)
- Paul Ambille (1930-2010)
- Jean Aujame (1905-1965)
- Jean Baudet (1914-1989)
- Jean-Claude Bertrand (1928-1987)
- Roger Bezombes (1913-1994)
- Maurice Boitel (1919-2007)
- Jacques Boussard (1915-1989)
- Émile Bouneau (1902-1970)
- Robert Bouquillon (1923-2013)
- Yves Brayer (1907-1990)
- Bernard Buffet (1928-1999)
- Rodolphe Caillaux (1904-1989)
- Noe Canjura (1922-1970)
- Jean-Pierre Capron (1921-1997)
- Philippe Cara Costea (1925-2006)
- Jack Chambrin (1919-1983)
- Jean Cluseau-Lanauve (1914-1997)
- Paul Collomb (1921-2010)
- James Coignard (1925-2008)
- André Cottavoz (1922-2012)
- Roger Crusat (1917-1994)
- Simone Dat (1927-2018)
- Gabriel Dauchot (1927-2003)
- Geoffroy Dauvergne (1922-1977)
- Jean Dries (1905-1973)
- Roland Dubuc (1924-1998)
- Christian d'Espic (1901-1978)
- Georges Feher (1929-2015)
- Guy Feinstein (1929-2008)
- Roger Forissier (1924-2003)
- Alexandre Garbell (1903-1970)
- Roger-Edgar Gillet (1924-2004)
- Paul Girol (1911-1988)
- Emilio Grau Sala (1911-1975)
- Roman Greco (1904-1989)
- Antonio Guansé (1928-2008)
- Raymond Guerrier (1920-2002)
- François Heaulmé (1927-2005)
- Daniel du Janerand (1919-1990)
- Pierre Jouffroy (1912-2000)
- Jean Joyet (1919-1994)
- Pierre Jutand (1935-2019)
- Germaine Lacaze (1908-1994)
- Joseph Lacasse (1894-1975)
- Claude Lepape (1913-1994)
- Roger Lersy (1920-2004)
- Bernard Lorjou (1908-1986)
- Jean-Denis Maillart (1913-2004)
- André Marchand (1907-1997)
- René Margotton (1915-2009)
- María Luisa Fernández Casielles, dite Marixa (1914-1995)
- Roger Mathieu (1920-1992)
- Frédéric Menguy (1927-2007)
- Michel-Henry (1928-2016)
- Roger Montané (1916-2002)
- Guillemette Morand (1913-1989)
- Jean-Jacques Morvan (1928-2005)
- Yvonne Mottet (1906-1968)
- Roger Mühl (1929-2008)
- Orazi (1906-1979)
- Pierre Palué (1920-2005)
- Michel Patrix (1917-1973)
- Eduardo Pisano (1912-1986)
- Jean-Pierre Pophillat (1935-2020)
- Raoul Pradier (1929-2017)
- Pierre-Henry (1924-2015)
- Édouard Righetti (1924-2001)
- Marcel Roche (1890-1959)
- Gaëtan de Rosnay (1912-1992)
- Robert Savary (1920-2000)
- Claude Schürr (1921-2014)
- Paul Schuss (1948)
- Léon Schwarz-Abrys (1905-1990)
- Gaston Sébire (1920-2001)
- Éliane Thiollier (1926-1989)
- Roger Tolmer (1908-1988)
- Michel Thompson (1921-2007)
- Maurice Verdier (1919-2003)
- Jean Vinay (1907-1978)
- Hernando Viñes (1904-1993)
- Macario Vitalis (1898-1989)
- Louis Vuillermoz (1923-2016)
- Claude Weisbuch (1927-2014)
- Jacques Winsberg (1929-1979)
- Jacques Yankel (1920-2020)

#### Abstraction, non-figuration, figuration allusive
- Chafik Abboud (1926-2004)
- Claude Augereau (1927-1988)
- François Baron-Renouard (1918-2009)
- Bélasco (1927-2015)
- Huguette Arthur Bertrand (1920-2005)
- Jean Bazaine (1904-2001)
- André Beaudin (1895-1979)
- Hanna Ben-Dov (1919-2009)
- Paul Berçot (1898-1970)
- Anna-Eva Bergman (1909-1987)
- Jean Bertholle (1909-1996)
- Roger Bissière (1896-1964)
- Roland Bierge (1922-1991)
- Albert Bitran (1931-2018)
- Pierrette Bloch (1928-2017)
- Philippe Bonnet (1927-2017)
- Francisco Bores (1898-1972)
- Marcel Bouqueton (1921-2006)
- Anne-Marie Caffort Ernst (1927-2014)
- Tonia Cariffa (1924-)
- Roger Chastel (1897-1981)
- Gérald Collot (1927-2016)
- Jeanne Coppel (1896-1971)
- Jean-Michel Coulon (1920-2014)
- Jean Coulot (1928-2010)
- Jean Couy (1910-1983)
- Géula Dagan (1922-2008)
- Georges Dayez (1907-1991)
- Nicolas de Staël (1914-1955)
- Olivier Debré (1920-1999)
- Pierre Dmitrienko (1925-1974)
- Robert Droulers (1920-1994)
- Maurice Estève (1904-2001)
- Eudaldo (1914-1987)
- Pierre Fichet (1927-2007)
- Robert Fontené (1892-1980)
- Pierre Gastaud (1920-2009)
- Roger-Edgar Gillet (1924-2004)
- Léon Gischia (1903-1991)
- Abdelkader Guermaz (1919-1996)
- Hans Hartung (1904-1989)
- Stanley Hayter (1901-1988)
- Michel Humair (1926-2019)
- Xavier Krebs (1923-2013)
- Elvire Jan (1904-1996)
- Karskaya (1905-1990)
- Jeanne Laganne (1900-1995)
- Jacques Lagrange (1917-1995)
- François Lanzi (1916-1988)
- Charles Lapicque (1898-1988)
- Lucien Lautrec (1909-1991)
- René Legrand (1923-1996)
- Jean Le Moal (1909-2007)
- Jean-Claude Libert (1917-1995)
- Carl Walter Liner (1914-1997)
- Denise Lioté (1925-2018)
- Louttre.B (1926-2012)
- Constantin Macris (1917-1984)
- Paul Maïk (1894-1985)
- David Malkin (1910-2002)
- Alfred Manessier (1911-1993)
- Maria Manton (1910-2003)
- André Marchand (1907-1997)
- René Marcil (1917-1993)
- Georges Mathieu (1921-2012)
- Marinette Mathieu (1903-2002)
- Jacques Mennessons (1923-1983)
- Jean Messagier (1920-1999)
- Jean Miotte (1926-2016)
- Vladimir Moulin (1921-1995)
- Raymond Moisset (1906-1994)
- Zoran Mušič (1909-2005)
- Louis Nallard (1918-2016)
- Orazi (1906-1979)
- Felicia Pacanowska (1907-2002)
- Max Papart (1911-1994)
- Bill Parker (1922-2009)
- Véra Pagava (1907-1988)
- Isaac Païles (1895-1978)
- Orlando Pelayo (1920-1990)
- Danièle Perré (1924-2009)
- Alkis Pierrakos (1920-2017)
- Édouard Pignon (1905-1993)
- Serge Poliakoff (1900-1969)
- Jean Pons (1913-2005)
- Mario Prassinos (1916-1985)
- Bernard Quentin (1923-2020)
- Alfred Reth (1884-1966)
- Seund Ja Rhee (1918-2009)
- Gabriel Robin (1902-1970)
- Georges Romathier (1927-2017)
- Rylsky (1901-1970)
- André Sablé (1921-2013)
- Maurice-Elie Sarthou (1911-1999)
- Greta Saur (1909-2000)
- Gérard Schneider (1896-1986)
- Hans Seiler (1907-1996)
- Jean Signovert (1919-1981)
- Gustave Singier (1909-1984)
- Ferdinand Springer (1907-1998)
- Waldemar Smolarek (1937-2010)
- Pierre Soulages (1919-2022)
- Edgar Stoëbel (1909-2001)
- Kumi Sugaï (1919-1996)
- Árpád Szenes (1897-1985)
- Pierre Tal Coat (1905-1985)
- Raoul Ubac (1910-1985)
- Geer van Velde (1898-1977)
- Maria Helena Vieira da Silva (1908-1992)
- Jean-Pierre Vielfaure (1930-2015)
- Jean Villeri (1896-1982)
- Claude Viseux (1927-2008)
- Roger Weiss (1910-1994)
- Pierre Wemaëre (1913-2010)
- François Willi Wendt (1909-1970)
- Robert Wogensky (1919-2019)
- Zao Wou-Ki (1921-2013)
- Fahrelnissa Zeid (1901-1991)

#### Sculpture
- Henri-Georges Adam (1904-1967)
- Miguel Berrocal (1933-2006)
- Simone Boisecq (1922-2012)
- Marta Colvin (1907-1995)
- Parvine Curie (1936)
- Étienne Hajdu (1913-1995)
- Morice Lipsi (1898-1986)
- Baltasar Lobo (1910-1993)
- Karl-Jean Longuet (1904-1981
- Étienne Martin (1913-1995)
- Juana Muller (1911-1952)
- Alicia Penalba (1913-1982)
- Michel Sima (1912-1987)
- François Stahly (1911-2006)
- Ann Tiné (1916-1990)

#### Autres
- Bella Chagall (née Rosenfeld)